# Les Pirates du silence (album)
Les Pirates du silence est un album de bande dessinée, le dixième de la série Les aventures de Spirou et Fantasio. Il contient deux aventures : Les Pirates du silence et La Quick super.

## Personnages
- Spirou
- Fantasio
- Spip
- Le marsupilami
- Le comte de Champignac
- Alphonse Minet (première apparition)
- Juan Corto dos Orejas y Rabo (première apparition)
- Monsieur Content (première apparition)
- Le détective des compagnies d'assurance (première apparition)
- Le chef du personnel
- Goliath

## Traductions
- Anglais (Inde) : Pirates of silence and Superquick (2007), Euro Books.
- Portugais : Os piratas do silêncio (1978), Editora Arcádia.
- Suédois : Tystnadens pirater, Carlsen Comics.